# E.J. Liddell

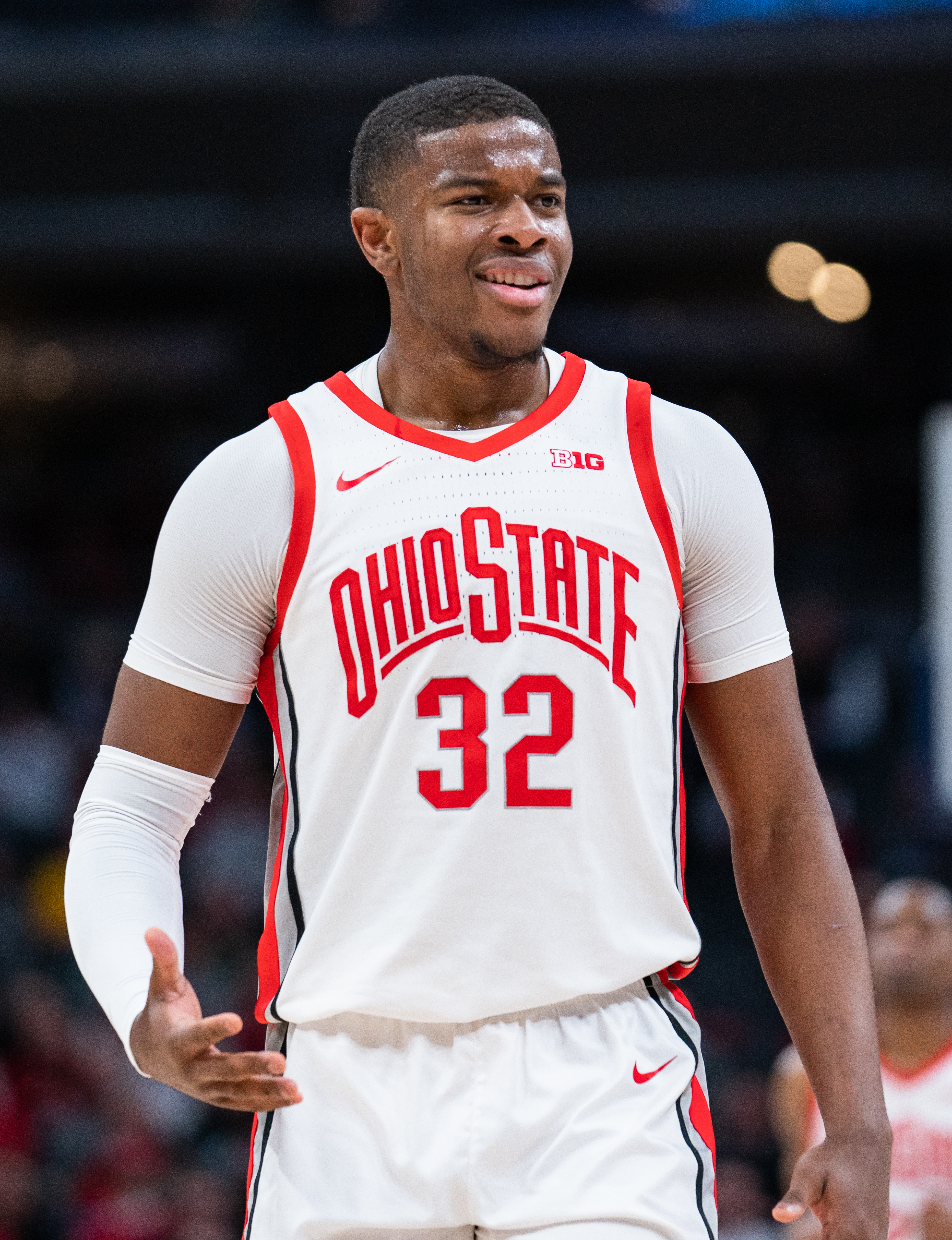
E.J. Liddell, 2022.

Eric "E.J." Liddell Jr., född 18 december 2000 i Belleville i Illinois, är en amerikansk professionell basketspelare (PF) som spelar för Chicago Bulls i National Basketball Association (NBA). Han har tidigare spelat för New Orleans Pelicans.
Liddell draftades av New Orleans Pelicans i andra rundan i 2022 års draft som 41:a spelare totalt.
Innan han blev proffs studerade Liddell vid Ohio State University och spelade för deras idrottsförening Ohio State Buckeyes.